# Catherine, il suffit d'un amour
Pour plus de détails, voir Fiche technique et Distribution.
Catherine, il suffit d'un amour est un film franco-germano-italien de Bernard Borderie, sorti en 1969, d'après la série de romans Catherine de Juliette Benzoni.

À noter que ces romans ont également fait l'objet d'un feuilleton télévisé de Marion Sarraut intitulé Catherine.

## Synopsis
Les mésaventures de Catherine, prise dans les tourments du conflit entre Armagnacs et Bourguignons, et objet de la convoitise de plusieurs hommes.

## Fiche technique
- Titre original : Catherine, il suffit d'un amour
- Réalisation : Bernard Borderie
- Scénario : Bernard Borderie, Antoine Tudal, Juliette Benzoni, d'après le roman éponyme de Juliette Benzoni
- Décors : Max Douy
- Costumes : Rosine Delamare
- Photographie : Henri Persin
- Son : Antoine Petitjean
- Montage : Christian Gaudin
- Musique : Michel Magne
- Production : Raymond Danon, Karl Spiehs
- Société de production : 
  -  Lira Films, SN Prodis
  - Ascot-Cineraid
  - Iduna Film GmbH
- Société de distribution : SN Prodis
- Pays de production :  France,  Italie,  Allemagne de l'Ouest
- Langue originale : français
- Format : couleur (Eastmancolor) — 35 mm — 2,35:1 (Panavision) —  son mono
- Genre : film d'aventure
- Durée : 110 minutes
- Date de sortie :
  - France : 23 avril 1969
- Affiche : René Ferracci (France)

## Distribution
- Olga Georges-Picot : Catherine
- Francine Bergé : Sarah
- Bérangère Dautun : Joëlle
- Aline Bertrand : la chambrière
- Roger Van Hool : Arnaud de Montsaby
- Claude Brasseur : Caboche
- Roger Pigaut : le grand connétable
- André Pousse : Barnabé
- Horst Frank : le duc Philippe
- Robert Berri : Doux Jésus
- Guy Delorme : Lifan
- Arturo Dominici : la Grêle
- Claude Orengo : Xaintrailles
- Fred Williams : Michel de Montsaby
- Elio Zamuto : le soldat Jobard
- Henri Cogan : Gros Téton
- Marcel Gassouk : Pichet
- Jacques Hilling : Polyte
- Paul Mercey : Tavel
- Georges Douking : le geôlier des femmes
- Gérard Séty : Legoix
- Pierre Romanet : un truand
- Albert Michel : le geôlier-chef
- Roger Lumont : l'ambassadeur d'Angleterre
- Jean-Jacques Daubin : un geôlier
- Carlo Pisacane : le vieux
- Raoul Saint-Yves : un archer
- Marco Tulli : l'homme au chaton
- Daniel Aubriot : un truand
- Bernard Garet : un truand
- Denis Seurat : un truand
- Eric Vasberg : un truand
- André-Jean Maurisse : un truand